# Jean Guiart

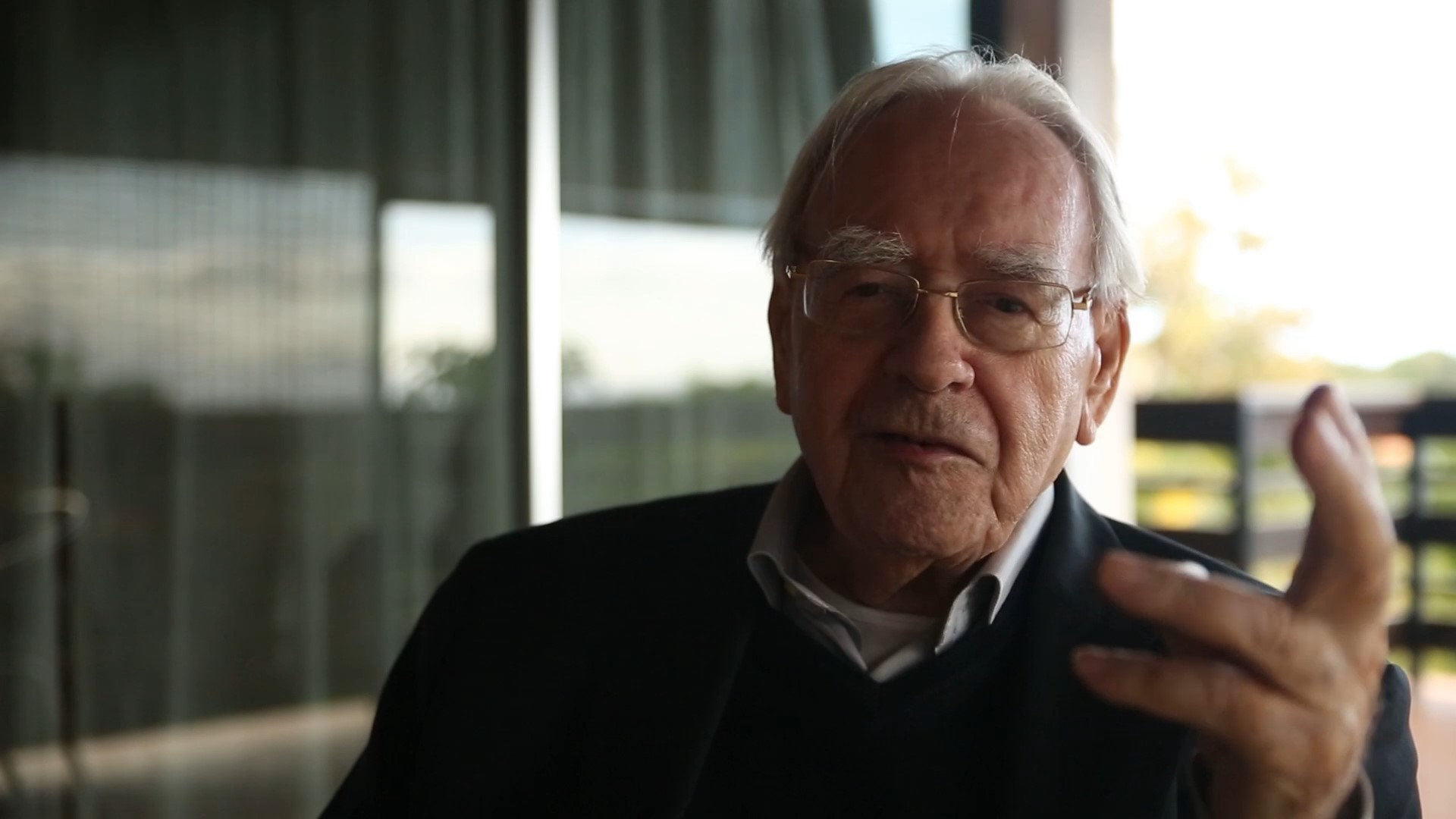
Jean Guiart, 2018

Jean Guiart (* 22. Juli 1925 in Lyon; † 4. August 2019 in Punaauia, Französisch-Polynesien) war ein französischer Ethnologe, Religionswissenschaftler und Ozeanist. Er hatte von 1957 bis 1973 den Lehrstuhl für ozeanische Religionen an der École pratique des hautes études inne. Anschließend war er bis 1988 Direktor des Laboratoire d’éthnologie am Musée de l’Homme sowie Professor für Ethnologie am Muséum national d’histoire naturelle.
Er war der Sohn des Parasitologen Jules Guiart, Professor für Medizingeschichte in Lyon. Seine Großonkel waren der Pathologe Charles Jacques Bouchard sowie der Bakteriologe und Paläopathologe Marc Armand Ruffer. Nach dem Baccalauréat am Lycée Ampère in Lyon schrieb sich Guiart 1943 im Seminar der protestantisch-theologischen Fakultät in Paris ein und studierte in der religionswissenschaftlichen (V.) Sektion der École pratique des hautes études (EPHE) bei Maurice Leenhardt. Während des Studiums arbeitete er von 1944 bis 1947 in der von Leenhardt geleiteten ozeanischen Abteilung des Musée de l’Homme. An der École nationale des langues orientales vivantes schloss er 1947 mit dem Diplom für ozeanische Sprachen ab.
Im Jahr darauf erhielt er das Diplom als Kolonialethnologe des Office de la recherche scientifique coloniale (ORSC). Anschließend arbeitete er bis 1956 als Forscher im Auftrag des ORSC, das sich 1953 in Office de la recherche scientifique et technique outre-mer (ORSTOM) umbenannte, in Nouméa auf Neukaledonien. 1956 erhielt er das Diplom der EPHE, wo er im Jahr darauf zum directeur d’études (entspricht einem Professor) für ozeanische Religionen in der religionswissenschaftlichen Sektion ernannt wurde. Diesen Lehrstuhl hatte er bis 1973 inne. Außerdem lehrte er als Maître de conférences (Dozent), später als Professor für allgemeine Ethnologie an der Universität Paris (Sorbonne). Dort war er von 1968 bis 1973 Direktor der Lehr- und Forschungseinheit (UER) Sozialwissenschaften, die nach Aufteilung der Sorbonne 1970/71 der Universität Paris V (Descartes) zugeordnet wurde.
Von 1973 bis 1988 war Guiart Direktor des Laboratoire d’éthnologie am Musée de l’Homme sowie Professor für Ethnologie am Muséum national d’histoire naturelle. Nach seiner Pensionierung lebte Guiart in Nouméa (Neukaledonien) und gründete 1997 einen Verlag. Er starb 2019 im Alter von 94 Jahren auf Tahiti, wo er zuletzt lebte.
Seine Forschungsgebiete waren die Kunst und Religionen Ozeaniens, insbesondere von Neukaledonien und den Neuen Hebriden. Er leistete einen wichtigen Beitrag zur Erforschung der Cargo-Kulte.

## Schriften
- John Frum Movement in Tanna, Oceania XXII: 3 (March 1952)
- Un siecle et demi de contacts culturels a Tanna, Nouvelles-Hebrides. Paris, Musee de l’Homme 1956 (Publications de la Societe des Oceanistes, no 5. Office de la Recherche Scientifique et Technique Outre-Mer)
- mit Hubert Deschamps: Tahiti. Paris. Berger-Levrault 1957 (L’Union Française)
- Ozeanien. Die Kunst der Südsee und Australiens. Aus dem Französischen übertragen von Horst Leuchtmann. München, C. H. Beck Verlag 1963 (Universum der Kunst)
- Structure de la chefferie en Melanesie du sud. Paris 1963
- Mythologie du masque en Nouvelle-Calédonie. Paris, Musée de l’Homme 1966
- Die Kunst im Stromgebiet des Sepik. Neuguinea. L’Art de la region du Sepik. The Art of the Sepik Area. El Arte de la region del Sepik. United Nations Educational, Scientific and Cultural Organization, 1970 (UNESCO Dia-Sammlung 'Malerei und Plastik' Nr. 16)
- (Hrsg.): Rites de la mort. Exposition du Laboratoire d’Enthologie du Museum d’Histoire Naturelle. Paris, Musee de l’Homme.
- Les religions de l’Oceanie. Paris, Presses Universitaires de France 1962
- Mythologie du masque en Nouvelle-Caledonie, Publications de la Societe des océanistes, no. 18, Paris, Musee de l’homme 1966
- Espiritu Santo (Nouvelles Hebrides). Paris 1968
- Maurice Leenhardt. Le lien d’un homme avec un peuple qui ne voulait pas mourir. Noumea, Le Rocher-a-la-Voile 1997
- Jules Calimbre. Chronique de trois generations, trois femmes et trois maisons. Noumea, Le Rocher-a-la-Voile 1998
- Découverte de l’Océanie (tome 1) Connaissance des îles, Nouméa, Le Rocher-à-la-voile; Papeete, Haere po 2004
- Découverte de l’Océanie [tome 2] Connaissance des hommes, Nouméa, Le Rocher-à-la-Voile; Papeete, Haere po 2004
- Bwesoou Eurijisi, le premier écrivain canaque, Nouméa, Le Rocher-à-la-voile 1998, 2003
- Les Mélanésiens devant l’économie de marché, du milieu du XIXe siècle à la fin du millénaire, Nouméa, Le Rocher-à-la-voile 2003
- Variations sur les Arts Premiers (vol. 1) La manipulation, Nouméa, Le Rocher-à-la-voile 2006